# 阿达尔贝特·德舒
阿达尔贝特·德舒（羅馬尼亞語：Adalbert Deșu，1909年3月24日—1937年6月6日），罗马尼亚男子足球运动员，司职前锋。他曾代表罗马尼亚国家队参加1930年国际足联世界杯，结果队伍止步小组赛阶段。